# Budos
Budos é uma comuna francesa na região administrativa da Nova Aquitânia, no departamento da Gironda. Estende-se por uma área de 20,81 km². Em 2010 a comuna tinha 811 habitantes (densidade: 39 hab./km²).